# Schema di processo
Lo schema di processo (in inglese Process Flow Diagram, o PFD o flowsheet) è un diagramma comunemente utilizzato nell'ingegneria chimica e di processo per indicare lo schema generale dei processi e delle apparecchiature di un impianto. È documento integrante del rapporto di sicurezza.
Si deve in realtà distinguere tra schema di processo vero e proprio, in cui viene mostrata unicamente l'interconnessione tra le apparecchiature, e quello che viene anche definito bilancio di energia e di massa, in cui le linee di interconnessione mostrano, con vari artifici, portate e altre caratteristiche fisico-chimiche dei prodotti che passano nelle linee stesse. In questo senso, lo schema di processo risulta essere il primo passo nella progettazione di un impianto, seguito dal bilancio di energia e di massa per seguire con lo schema meccanico.
Il PFD illustra le relazioni tra le principali apparecchiature (o unità) in cui avviene il processo chimico, senza tenere conto di molti dettagli, ad esempio la struttura particolareggiata del piping e molte apparecchiature ausiliarie
Lo scopo del PFD è quindi quello di dare un'idea del processo che si realizza in un impianto o in una sezione di esso, senza avere la pretesa di risultare esauriente.

## Contenuto di un PFD

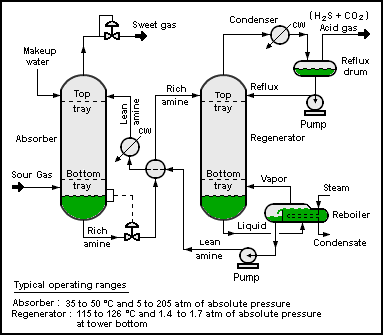
Esempio di PFD di un impianto di trattamento del gas naturale con etanolammine.

In genere un Process Flow Diagram relativo ad un singolo processo chimico può contenere:
- linee principali del piping
- apparecchiature principali
- valvole di controllo e altre valvole principali
- linee di connessione con altri sistemi
- linee di bypass e di ricircolazione principali
- identificazione delle correnti e dati utili alla loro caratterizzazione (temperatura, pressione, portata, densità, ecc.)

Un Process Flow Diagram in genere non contiene:
- numerazione della linea di tubazione
- strumentazione di controllo (ad esempio sensori e attuatori)
- linee di bypass secondarie
- valvole di intercettamento (shutoff)
- valvole di spurgo e linee di drenaggio
- valvole di sicurezza e valvole di ritegno
- flange

I Process Flow Diagram relativi a più processi operanti in un grande impianto industriale contengono meno dettagli e vengono chiamati block flow diagrams o schematic flow diagrams.

## Realizzazione di un PFD
Un PFD può essere realizzazione da software per la simulazione di processo, pacchetti CAD, o software per la realizzazione di diagrammi di flusso utilizzando delle librerie di simboli per l'ingegneria chimica. Le regole e i simboli utilizzati sono dettati dalle organizzazioni di standardizzazione (ad esempio DIN, ISO, e ANSI).
In particolari, alcuni degli standard in materia sono:
- ISO 10628: Flow Diagrams For Process Plants - General Rules.
- ANSI Y32.11: Graphical Symbols For Process Flow Diagrams (2003).
- SAA AS 1109: Graphical Symbols For Process Flow Diagrams For The Food Industry.